# Windsor Heights (Iowa)
Windsor Heights è una città degli Stati Uniti d'America, situata nello Stato dell'Iowa, nella Contea di Polk.